# Mostowoje (Kaliningrad, Krasnosnamensk)
Mostowoje (russisch Мостовое, deutsch Laugallen (Ksp Rautenberg), 1938 bis 1945: Kleehausen) ist ein verlassener Ort im Rajon Krasnosnamensk der russischen Oblast Kaliningrad.
Die Ortsstelle befindet sich an der Kommunalstraße 27K-105 etwa zweieinhalb Kilometer südwestlich von Tolstowo (Löbegallen/Löbenau).

## Geschichte
Laugallen war im 18. Jahrhundert ein königliches Bauerndorf. Im Jahr 1874 wurde die Landgemeinde Laugallen dem neu gebildeten Amtsbezirk Rautenberg im Kreis Ragnit zugeordnet. Zur Unterscheidung von den beiden im Kreis Ragnit gelegenen Orten Laugallen (bei Jurgaitschen) und Laugallen (bei Kraupischken) erhielt der Ort den Zusatz Kirchspiel Rautenberg. Um 1900 lag der Anteil der litauisch sprechenden Bevölkerung noch bei 40 Prozent. 1938 wurde Laugallen in Kleehausen umbenannt.
1945 kam der Ort in Folge des Zweiten Weltkrieges mit dem nördlichen Ostpreußen zur Sowjetunion. 1947 erhielt er den russischen Namen Mostowoje und wurde gleichzeitig dem Dorfsowjet Tolstowski selski Sowet im Rajon Krasnosnamensk zugeordnet. Später gelangte der Ort in den Wesnowski selski Sowet. Mostowoje wurde vor 1988 aus dem Ortsregister gestrichen.

### Einwohnerentwicklung
| Jahr | Einwohner |
| ---- | --------- |
| 1867 | 166       |
| 1871 | 164       |
| 1885 | 161       |
| 1905 | 165       |
| 1910 | 152       |
| 1933 | 144       |
| 1939 | 135       |

## Kirche
Laugallen gehörte ursprünglich zum evangelischen Kirchspiel Budwethen und dann zum neu gebildeten evangelischen Kirchspiel Rautenberg.